# Le Havre Athletic Club rugby
Pour un article plus général, voir Le Havre Athletic Club.
 (septembre 2023).
Maillots
Actualités
Le Havre Athletic Club rugby est une section de rugby à XV du club omnisports du Havre Athletic Club.
Il évolue lors de la saison 2023-2024 en Fédérale 1.

## Histoire

### Premières années
Selon la légende, des anciens d'Oxford et de Cambridge, employés dans les agences du Havre, pratiquèrent au début des années 1870 sur le terrain vague situé à l'angle des actuels boulevard François-Ier et avenue Foch, un jeu tenant à la fois du football et du rugby, qu'ils appelaient Combination. Ce sport était également pratiqué en Angleterre et même sur la côte est des États-Unis. Il est clairement distinct du football et du rugby qui s'organisent dès 1863 pour le premier et 1871 pour le second. La combination est abandonnée en 1894. La pratique du rugby débute en 1894 et le premier résultat enregistré est une défaite 19-12 face au Racing Club de France le lundi de Pâques. Entre 1896 et 1899, la section rugby se met en sommeil, victime du succès de la section football.
La relance de la section rugby du HAC en 1899 revient à deux nouveaux venus au club, Wood et Meyer. En avril de cette année, un match HAC-RC France perdu par les Havrais 12-6 marque le renouveau de la section. Les joueurs principaux de cette équipe étaient Jimmy Carré, Lewis, Coulon, Meyer, Wood et Gauger.
L'année suivante, le HAC effectue un voyage en Angleterre pour y affronter une sélection anglaise comprenant pas moins de dix internationaux.

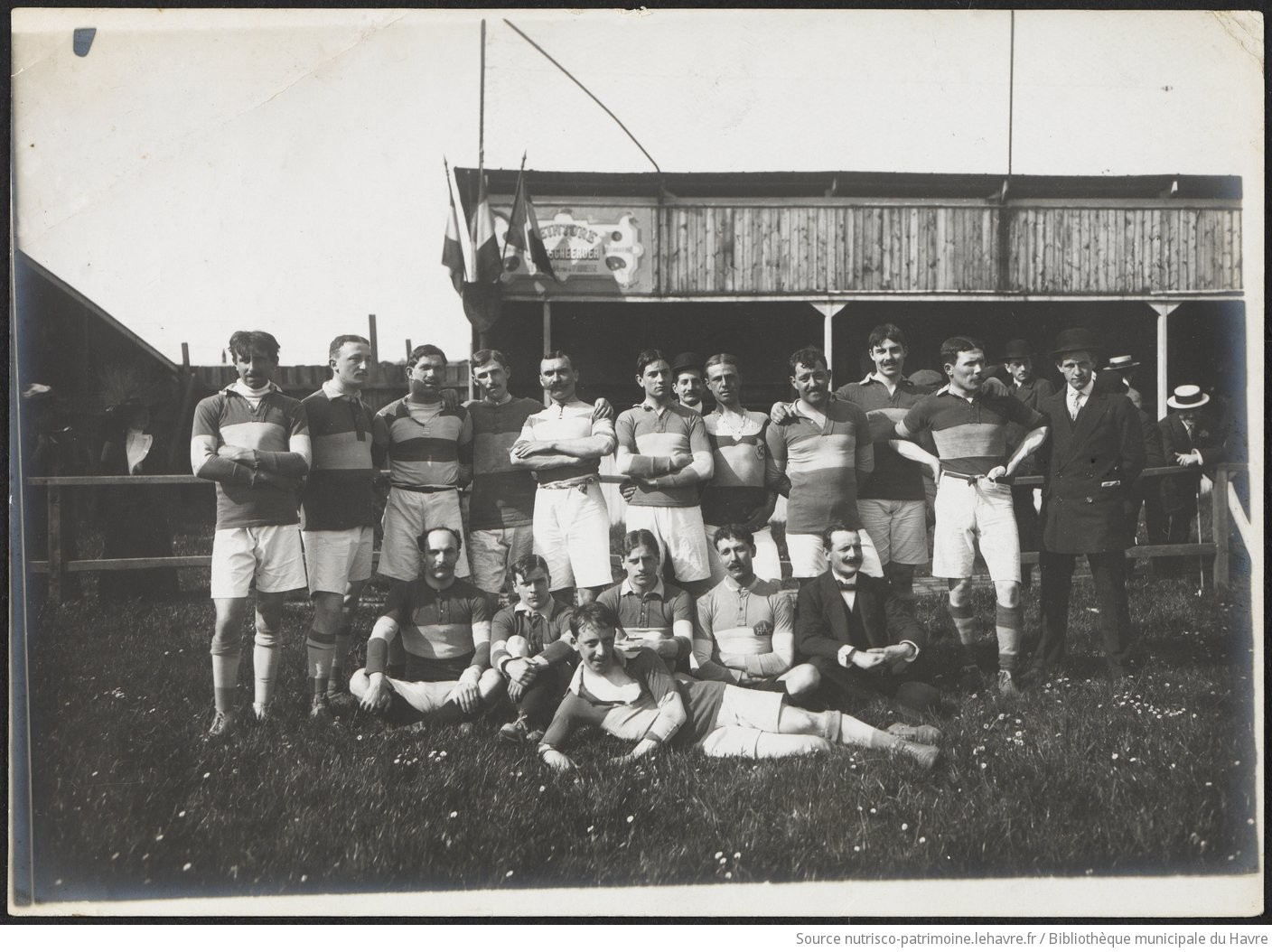
Michel Arthur Georges Noël, L'équipe du Havre Athletic Club rugby, 1910. Photographie. Bibliothèque municipale du Havre.

En 1900, Le Havre est sacré champion du Nord-Ouest et atteint les quarts de finale du championnat de France à sept reprises en 1900, 1904, 1906, 1907, 1909, et 1910 et 1911. Le club atteint également les demi-finales du championnat de France à cinq reprises en 1901, 1902, 1903, 1905 et 1908.

### En divisions amateur
Pour la saison 2015-2016, le HAC évolue en Championnat Honneur Normandie, participe aux quarts de finale du championnat de France et est promu en Fédérale 3 pour la saison 2016-2017.
Lors de la saison 2017-2018 le HAC rugby obtient sa promotion en Fédérale 2 grâce à sa double victoire en seizièmes de finale du championnat de France de Fédérale 3 face au club Francilien de Gretz Tournan Ozoir.
Le club normand se maintient en Fédérale 2 lors de la saison 2018-2019 après une fin de match haletante du côté de Plaisir et une pénalité à la dernière minute de Simon Maillard lui permettant de décrocher le bonus défensif qui lui suffisait pour cela.
Le HAC monte en Fédérale 1 à l'issue de la saison 2022-2023.

## Personnalités

### Internationaux du HAC
- William Crichton
- Ernest William Lewis[3]

## Structures

### Stade Jules-Deschaseaux

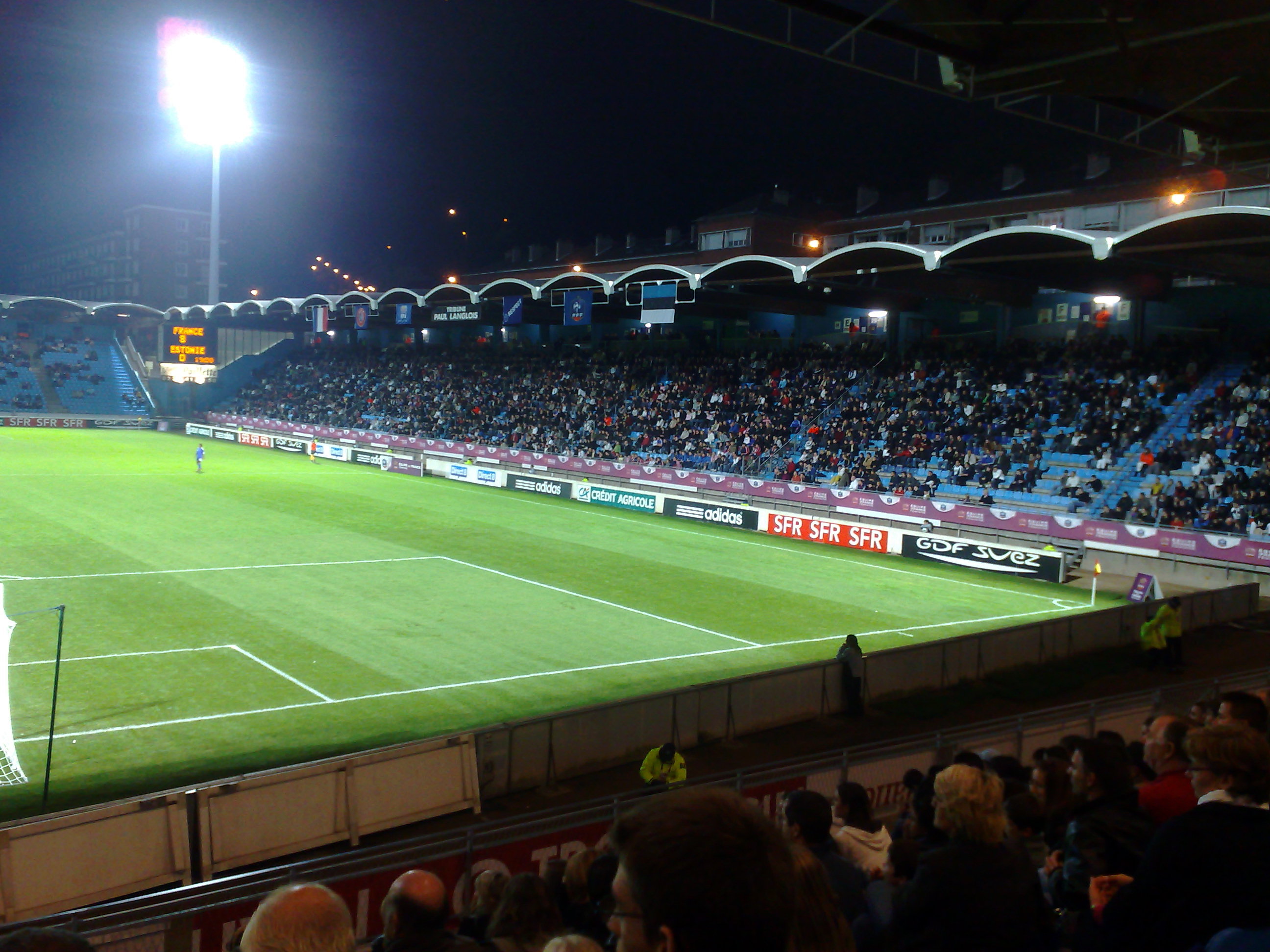
La tribune Paul Langlois.

Le HAC joue l'ensemble de ses matchs de championnat au stade Jules-Deschaseaux.

## Image et identité

### Couleurs et maillots
Les couleurs du club sont le bleu ciel et le bleu marine.

### Logo

Logo instauré en 2016.

## Palmarès
- Championnat de France :
  - Meilleure performance : demi-finaliste en 1901, 1902, 1903, 1905 et 1908
- Championnat du Nord-Ouest (1) :
  - Vainqueur : 1900